# Los Olivos
Los Olivos (Aussprache: loʊs ˈoʊlivəs) ist ein census-designated place (CDP) im Santa Barbara County im US-Bundesstaat Kalifornien mit 1202 Einwohnern (Stand: 2020). Los Olivos ist eine der fünf Siedlungen im Santa Ynez Valley.

## Geschichte
Um das Jahr 1880 wurde ein zweistöckiges Haus mit einer Veranda nördlich des Ortes Ballard am Alamo Pintado Creek gebaut. Der aus Albany stammende Alden March Boyd kaufte das Haus einschließlich 157 acre Land um das Haus für 8000 $. Er pflanzte auf dem erworbenen Land 5000 Olivenbäume und nannte die Ansiedlung Rancho de los Olivos. Die nahegelege Ort wurde nach dieser Ranch zunächst El Olivar, dann El Olivos und schließlich Los Olivos genannt. 1934 wurde der Schmalspurbahnbetrieb eingestellt.

## Wirtschaft
In Los Olivos gibt es viele Weingüter. Außerdem ist der Ort südlicher Ausgangspunkt des Foxen Canyon Wine Trail.

## Verkehr
Los Olivos liegt in der Nähe der California State Route 154.

## Sonstiges
Etwa 14 Kilometer südlich von Los Olivos liegt die Rancho del Cielo des ehemaligen US-Präsidenten Ronald Reagan, während ungefähr acht Kilometer nördlich des Ortes die ehemalige Neverland-Ranch von Michael Jackson liegt.
Im Film Return to Mayberry diente Los Olivos als Kulisse für den fiktiven Ort Mayberry. Weiterhin wurden in dem Ort verschiedene Szenen des Films Sideways gedreht. Auch in einer Folge der Seifenoper California Clan kam Los Olivos vor.